# Xabán Arráez
Jabán o Xabán Arráez (nacido Guillaume Bedos) fue un renegado y pirata berberisco activo durante las últimas décadas del siglo XVI y primeras del XVII. Entre sus acciones, es recordado sobre todo por la toma y saqueo de Betancuria, entonces capital de Fuerteventura, que nunca se recuperó del acontecimiento.

En 1593, agosto, Jabán Arráez se presentó ante Fuerteventura con siete galeotas de guerra y varios bergantines; desembarcó una gruesa columna de soldados y avanzó hacia Santa María de Betancuria. [..] La morisma tomó la villa sin lucha alguna, se entregó ávidamente al saqueo, quemó los edificios y destruyó las cosechas en sazón. [..] Jabán Arráez abandonó Ia isla cuando se convenció de que no era posible obtener mayor botín: en sus galeotas Ilevaba sesenta cautivos tomados en los primeros días de su dominación.